# Famiglia di Gesù
La famiglia di Gesù è la famiglia composta da Gesù di Nazareth (Yēšūa in aramaico, arabizzato in Īsā) e dai suoi parenti più vicini, secondo le varie ricostruzioni dei testi sacri conservatisi e tramandatisi nel corso della storia e le varie ipotesi avanzate.

## Descrizione
La famiglia di Gesù può essere ricostruita attraverso diverse fonti (dal Nuovo Testamento - i vangeli sinottici, il vangelo secondo Giovanni, la prima lettera ai Corinzi - ai vangeli secondari, i salmi, il Corano e altri testi) ed esistono diverse interpretazioni e teorie riguardo ad alcuni possibili relazioni di parentela. 
All'interno di quella che venne denominata "Sacra Parentela" si danno per accertati dal punto di vista teologico la sacra famiglia (formata da Giuseppe, Maria e Gesù) e i genitori di Maria (Gioacchino e Anna). Per tutto il resto della parentela del Messia (a partire dai "fratelli"/cugini - che richiese l'elaborazione del dogma della verginità perpetua di Maria - fino al nonno paterno di Gesù e ai parenti di Maria stessa) permangono dubbi interpretativi più o meno marcati e dibattiti sia tra le varie tradizioni cristiane, sia nell'Islam. 

### Albero genealogico principale armonizzato
Segue la linea genealogica prossima di Gesù prevalente tra i teologi, gli studiosi, gli storici e le dottrine abramitiche:
|  |  |  |  |          |          |          |          |                      |                      |                      |                      |                      |                      |            |            |            |            |           |           |           |           |                            |                            |                            |                            |                            |                            |                     |                     |                     |                     |                    |                    | Re David                   |                            |                                                                              |                                                                              |                                                                              |                                                                              |                                                                              |                                                                              |  |  |         |         |         |         |         |         |  |  |                                                                       |                                                                       |                                                                       |                                                                       |                                                                                    |                                                                                    |                                                                                    |                                                                                    | | | | | | |  |  |                                                                                       |                                                                                       |                                                                                       |                                                                                       |                                                                                       |                                                                                       |  |  |                                                                      |                                                                      |                                                                      |                                                                      |                                                                      |                                                                      |  |  |  |  |  |  |  |  |  |  |  |  |  |  |  |  |  |  |  |  |  |  |  |  |  |  |  |  |  |  |  |  |  |  |  |  |  |  |  |  |  |  |  |  |
|  |  |  |  |          |          |          |          |                      |                      |                      |                      |                      |                      |            |            |            |            |           |           |           |           |                            |                            |                            |                            |                            |                            |                     |                     |                     |                     |                    |                    |                            |                            |                                                                              |                                                                              |                                                                              |                                                                              |                                                                              |                                                                              |  |  |         |         |         |         |         |         |  |  |                                                                       |                                                                       |                                                                       |                                                                       |                                                                                    |                                                                                    |                                                                                    |                                                                                    | | | | | | |  |  |                                                                                       |                                                                                       |                                                                                       |                                                                                       |                                                                                       |                                                                                       |  |  |                                                                      |                                                                      |                                                                      |                                                                      |                                                                      |                                                                      |  |  |  |  |  |  |  |  |  |  |  |  |  |  |  |  |  |  |  |  |  |  |  |  |  |  |  |  |  |  |  |  |  |  |  |  |  |  |  |  |  |  |  |  |
|  |  |  |  |          |          |          |          |                      |                      |                      |                      |                      |                      | Emerenzia  | Emerenzia  | Emerenzia  | Emerenzia  | Emerenzia | Emerenzia |           |           |                            |                            |                            |                            |                            |                            |                     |                     |                     |                     |                    |                    | antenati di Gesù (Lc o Mt) | antenati di Gesù (Lc o Mt) | antenati di Gesù (Lc o Mt)                                                   | antenati di Gesù (Lc o Mt)                                                   | antenati di Gesù (Lc o Mt)                                                   | antenati di Gesù (Lc o Mt)                                                   |                                                                              |                                                                              |  |  |         |         |         |         |         |         |  |  |                                                                       |                                                                       |                                                                       |                                                                       |                                                                                    |                                                                                    |                                                                                    |                                                                                    | | | | | | |  |  |                                                                                       |                                                                                       |                                                                                       |                                                                                       |                                                                                       |                                                                                       |  |  |                                                                      |                                                                      |                                                                      |                                                                      |                                                                      |                                                                      |  |  |  |  |  |  |  |  |  |  |  |  |  |  |  |  |  |  |  |  |  |  |  |  |  |  |  |  |  |  |  |  |  |  |  |  |  |  |  |  |  |  |  |  |
|  |  |  |  |          |          |          |          |                      |                      |                      |                      |                      |                      | Emerenzia  | Emerenzia  | Emerenzia  | Emerenzia  | Emerenzia | Emerenzia |           |           |                            |                            |                            |                            |                            |                            |                     |                     |                     |                     |                    |                    | antenati di Gesù (Lc o Mt) | antenati di Gesù (Lc o Mt) | antenati di Gesù (Lc o Mt)                                                   | antenati di Gesù (Lc o Mt)                                                   | antenati di Gesù (Lc o Mt)                                                   | antenati di Gesù (Lc o Mt)                                                   |                                                                              |                                                                              |  |  |         |         |         |         |         |         |  |  |                                                                       |                                                                       |                                                                       |                                                                       |                                                                                    |                                                                                    |                                                                                    |                                                                                    | | | | | | |  |  |                                                                                       |                                                                                       |                                                                                       |                                                                                       |                                                                                       |                                                                                       |  |  |                                                                      |                                                                      |                                                                      |                                                                      |                                                                      |                                                                      |  |  |  |  |  |  |  |  |  |  |  |  |  |  |  |  |  |  |  |  |  |  |  |  |  |  |  |  |  |  |  |  |  |  |  |  |  |  |  |  |  |  |  |  |
|  |  |  |  |          |          |          |          |                      |                      |                      |                      |                      |                      |            |            |            |            |           |           |           |           |                            |                            |                            |                            |                            |                            |                     |                     |                     |                     |                    |                    |                            |                            |                                                                              |                                                                              |                                                                              |                                                                              |                                                                              |                                                                              |  |  |         |         |         |         |         |         |  |  |                                                                       |                                                                       |                                                                       |                                                                       |                                                                                    |                                                                                    |                                                                                    |                                                                                    | | | | | | |  |  |                                                                                       |                                                                                       |                                                                                       |                                                                                       |                                                                                       |                                                                                       |  |  |                                                                      |                                                                      |                                                                      |                                                                      |                                                                      |                                                                      |  |  |  |  |  |  |  |  |  |  |  |  |  |  |  |  |  |  |  |  |  |  |  |  |  |  |  |  |  |  |  |  |  |  |  |  |  |  |  |  |  |  |  |  |
|  |  |  |  |          |          |          |          |                      |                      | Ismeria              | Ismeria              | Ismeria              | Ismeria              | Ismeria    | Ismeria    |            |            | Anna      | Anna      | Anna      | Anna      | Anna                       | Anna                       |                            |                            | Gioacchino / ʿImrān        | Gioacchino / ʿImrān        | Gioacchino / ʿImrān | Gioacchino / ʿImrān | Gioacchino / ʿImrān | Gioacchino / ʿImrān |                    |                    | Giacobbe o Eli             | Giacobbe o Eli             | Giacobbe o Eli                                                               | Giacobbe o Eli                                                               | Giacobbe o Eli                                                               | Giacobbe o Eli                                                               |                                                                              |                                                                              |  |  |         |         |         |         |         |         |  |  |                                                                       |                                                                       |                                                                       |                                                                       |                                                                                    |                                                                                    |                                                                                    |                                                                                    | | | | | | |  |  |                                                                                       |                                                                                       |                                                                                       |                                                                                       |                                                                                       |                                                                                       |  |  |                                                                      |                                                                      |                                                                      |                                                                      |                                                                      |                                                                      |  |  |  |  |  |  |  |  |  |  |  |  |  |  |  |  |  |  |  |  |  |  |  |  |  |  |  |  |  |  |  |  |  |  |  |  |  |  |  |  |  |  |  |  |
|  |  |  |  |          |          |          |          |                      |                      | Ismeria              | Ismeria              | Ismeria              | Ismeria              | Ismeria    | Ismeria    |            |            | Anna      | Anna      | Anna      | Anna      | Anna                       | Anna                       |                            |                            | Gioacchino / ʿImrān        | Gioacchino / ʿImrān        | Gioacchino / ʿImrān | Gioacchino / ʿImrān | Gioacchino / ʿImrān | Gioacchino / ʿImrān |                    |                    | Giacobbe o Eli             | Giacobbe o Eli             | Giacobbe o Eli                                                               | Giacobbe o Eli                                                               | Giacobbe o Eli                                                               | Giacobbe o Eli                                                               |                                                                              |                                                                              |  |  |         |         |         |         |         |         |  |  |                                                                       |                                                                       |                                                                       |                                                                       |                                                                                    |                                                                                    |                                                                                    |                                                                                    | | | | | | |  |  |                                                                                       |                                                                                       |                                                                                       |                                                                                       |                                                                                       |                                                                                       |  |  |                                                                      |                                                                      |                                                                      |                                                                      |                                                                      |                                                                      |  |  |  |  |  |  |  |  |  |  |  |  |  |  |  |  |  |  |  |  |  |  |  |  |  |  |  |  |  |  |  |  |  |  |  |  |  |  |  |  |  |  |  |  |
|  |  |  |  |          |          | ...      | ...      | ...                  | ...                  | ...                  | ...                  |                      |                      |            |            |            |            | sorella ? | sorella ? | sorella ? | sorella ? | sorella ?                  | sorella ?                  |                            |                            |                            |                            |                     |                     |                     |                     |                    |                    |                            |                            |                                                                              |                                                                              |                                                                              |                                                                              |                                                                              |                                                                              |  |  |         |         |         |         |         |         |  |  |                                                                       |                                                                       |                                                                       |                                                                       |                                                                                    |                                                                                    |                                                                                    |                                                                                    | | | | | | |  |  |                                                                                       |                                                                                       |                                                                                       |                                                                                       |                                                                                       |                                                                                       |  |  |                                                                      |                                                                      |                                                                      |                                                                      |                                                                      |                                                                      |  |  |  |  |  |  |  |  |  |  |  |  |  |  |  |  |  |  |  |  |  |  |  |  |  |  |  |  |  |  |  |  |  |  |  |  |  |  |  |  |  |  |  |  |
|  |  |  |  |          |          |          | ...      | ...                  | ...                  | ...                  | ...                  |                      |                      |            |            |            |            | sorella ? | sorella ? | sorella ? | sorella ? | sorella ?                  | sorella ?                  |                            |                            |                            |                            |                     |                     |                     |                     |                    |                    |                            |                            |                                                                              |                                                                              |                                                                              |                                                                              |                                                                              |                                                                              |  |  |         |         |         |         |         |         |  |  |                                                                       |                                                                       |                                                                       |                                                                       |                                                                                    |                                                                                    |                                                                                    |                                                                                    | | | | | | |  |  |                                                                                       |                                                                                       |                                                                                       |                                                                                       |                                                                                       |                                                                                       |  |  |                                                                      |                                                                      |                                                                      |                                                                      |                                                                      |                                                                      |  |  |  |  |  |  |  |  |  |  |  |  |  |  |  |  |  |  |  |  |  |  |  |  |  |  |  |  |  |  |  |  |  |  |  |  |  |  |  |  |  |  |  |  |
|  |  |  |  | Zaccaria | Zaccaria | Zaccaria | Zaccaria | Zaccaria             | Zaccaria             |                      |                      | Elisabetta           | Elisabetta           | Elisabetta | Elisabetta | Elisabetta | Elisabetta |           |           |           |           | Maria di Nazareth / Maryam | Maria di Nazareth / Maryam | Maria di Nazareth / Maryam | Maria di Nazareth / Maryam | Maria di Nazareth / Maryam | Maria di Nazareth / Maryam |                     |                     |                     |                     |                    |                    | Giuseppe                   | Giuseppe                   | Giuseppe                                                                     | Giuseppe                                                                     | Giuseppe                                                                     | Giuseppe                                                                     |                                                                              |                                                                              |  |  |         |         |         |         |         |         |  |  | Alfeo-Clèofa                                                          | Alfeo-Clèofa                                                          | Alfeo-Clèofa                                                          | Alfeo-Clèofa                                                          | Alfeo-Clèofa                                                                       | Alfeo-Clèofa                                                                       |                                                                                    |                                                                                    | Maria di Clèofa                                                                                     | Maria di Clèofa                                                                                     | Maria di Clèofa                                                                                     | Maria di Clèofa                                                                                     | Maria di Clèofa                                                                                     | Maria di Clèofa                                                                                     |  |  |                                                                                       |                                                                                       |                                                                                       |                                                                                       |                                                                                       |                                                                                       |  |  |                                                                      |                                                                      |                                                                      |                                                                      |                                                                      |                                                                      |  |  |  |  |  |  |  |  |  |  |  |  |  |  |  |  |  |  |  |  |  |  |  |  |  |  |  |  |  |  |  |  |  |  |  |  |  |  |  |  |  |  |  |  |
|  |  |  |  | Zaccaria | Zaccaria | Zaccaria | Zaccaria | Zaccaria             | Zaccaria             |                      |                      | Elisabetta           | Elisabetta           | Elisabetta | Elisabetta | Elisabetta | Elisabetta |           |           |           |           | Maria di Nazareth / Maryam | Maria di Nazareth / Maryam | Maria di Nazareth / Maryam | Maria di Nazareth / Maryam | Maria di Nazareth / Maryam | Maria di Nazareth / Maryam |                     |                     |                     |                     |                    |                    | Giuseppe                   | Giuseppe                   | Giuseppe                                                                     | Giuseppe                                                                     | Giuseppe                                                                     | Giuseppe                                                                     |                                                                              |                                                                              |  |  |         |         |         |         |         |         |  |  | Alfeo-Clèofa                                                          | Alfeo-Clèofa                                                          | Alfeo-Clèofa                                                          | Alfeo-Clèofa                                                          | Alfeo-Clèofa                                                                       | Alfeo-Clèofa                                                                       |                                                                                    |                                                                                    | Maria di Clèofa                                                                                     | Maria di Clèofa                                                                                     | Maria di Clèofa                                                                                     | Maria di Clèofa                                                                                     | Maria di Clèofa                                                                                     | Maria di Clèofa                                                                                     |  |  |                                                                                       |                                                                                       |                                                                                       |                                                                                       |                                                                                       |                                                                                       |  |  |                                                                      |                                                                      |                                                                      |                                                                      |                                                                      |                                                                      |  |  |  |  |  |  |  |  |  |  |  |  |  |  |  |  |  |  |  |  |  |  |  |  |  |  |  |  |  |  |  |  |  |  |  |  |  |  |  |  |  |  |  |  |
|  |  |  |  |          |          |          |          |                      |                      |                      |                      |                      |                      |            |            |            |            |           |           |           |           |                            |                            |                            |                            |                            |                            |                     |                     |                     |                     |                    |                    |                            |                            |                                                                              |                                                                              |                                                                              |                                                                              |                                                                              |                                                                              |  |  |         |         |         |         |         |         |  |  |                                                                       |                                                                       |                                                                       |                                                                       |                                                                                    |                                                                                    |                                                                                    |                                                                                    | | | | | | |  |  |                                                                                       |                                                                                       |                                                                                       |                                                                                       |                                                                                       |                                                                                       |  |  |                                                                      |                                                                      |                                                                      |                                                                      |                                                                      |                                                                      |  |  |  |  |  |  |  |  |  |  |  |  |  |  |  |  |  |  |  |  |  |  |  |  |  |  |  |  |  |  |  |  |  |  |  |  |  |  |  |  |  |  |  |  |
|  |  |  |  |          |          |          |          |                      |                      |                      |                      |                      |                      |            |            |            |            |           |           |           |           |                            |                            |                            |                            |                            |                            |                     |                     |                     |                     |                    |                    |                            |                            |                                                                              |                                                                              |                                                                              |                                                                              |                                                                              |                                                                              |  |  |         |         |         |         |         |         |  |  |                                                                       |                                                                       |                                                                       |                                                                       |                                                                                    |                                                                                    |                                                                                    |                                                                                    | | | | | | |  |  |                                                                                       |                                                                                       |                                                                                       |                                                                                       |                                                                                       |                                                                                       |  |  |                                                                      |                                                                      |                                                                      |                                                                      |                                                                      |                                                                      |  |  |  |  |  |  |  |  |  |  |  |  |  |  |  |  |  |  |  |  |  |  |  |  |  |  |  |  |  |  |  |  |  |  |  |  |  |  |  |  |  |  |  |  |
|  |  |  |  |          |          |          |          | Giovanni il Battista | Giovanni il Battista | Giovanni il Battista | Giovanni il Battista | Giovanni il Battista | Giovanni il Battista |            |            |            |            |           |           |           |           | Yēšūa' (Gesù) / Īsā        | Yēšūa' (Gesù) / Īsā        | Yēšūa' (Gesù) / Īsā        | Yēšūa' (Gesù) / Īsā        | Yēšūa' (Gesù) / Īsā        | Yēšūa' (Gesù) / Īsā        |                     |                     | Maria di Magdala ?  | Maria di Magdala ?  | Maria di Magdala ? | Maria di Magdala ? | Maria di Magdala ?         | Maria di Magdala ?         |                                                                              |                                                                              |                                                                              |                                                                              |                                                                              |                                                                              |  |  |         |         |         |         |         |         |  |  |                                                                       |                                                                       |                                                                       |                                                                       | Ipotesi dei cugini di Gesù (Cattolicesimo) Tesi di Girolamo-Lutero-Zwingli-Calvino | Ipotesi dei cugini di Gesù (Cattolicesimo) Tesi di Girolamo-Lutero-Zwingli-Calvino | Ipotesi dei cugini di Gesù (Cattolicesimo) Tesi di Girolamo-Lutero-Zwingli-Calvino | Ipotesi dei cugini di Gesù (Cattolicesimo) Tesi di Girolamo-Lutero-Zwingli-Calvino | Ipotesi dei cugini di Gesù (Cattolicesimo) Tesi di Girolamo-Lutero-Zwingli-Calvino                  | Ipotesi dei cugini di Gesù (Cattolicesimo) Tesi di Girolamo-Lutero-Zwingli-Calvino                  | | | | |  |  |                                                                                       |                                                                                       |                                                                                       |                                                                                       |                                                                                       |                                                                                       |  |  |                                                                      |                                                                      |                                                                      |                                                                      |                                                                      |                                                                      |  |  |  |  |  |  |  |  |  |  |  |  |  |  |  |  |  |  |  |  |  |  |  |  |  |  |  |  |  |  |  |  |  |  |  |  |  |  |  |  |  |  |  |  |
|  |  |  |  |          |          |          |          | Giovanni il Battista | Giovanni il Battista | Giovanni il Battista | Giovanni il Battista | Giovanni il Battista | Giovanni il Battista |            |            |            |            |           |           |           |           | Yēšūa' (Gesù) / Īsā        | Yēšūa' (Gesù) / Īsā        | Yēšūa' (Gesù) / Īsā        | Yēšūa' (Gesù) / Īsā        | Yēšūa' (Gesù) / Īsā        | Yēšūa' (Gesù) / Īsā        |                     |                     | Maria di Magdala ?  | Maria di Magdala ?  | Maria di Magdala ? | Maria di Magdala ? | Maria di Magdala ?         | Maria di Magdala ?         |                                                                              |                                                                              |                                                                              |                                                                              |                                                                              |                                                                              |  |  |         |         |         |         |         |         |  |  |                                                                       |                                                                       |                                                                       |                                                                       | Ipotesi dei cugini di Gesù (Cattolicesimo) Tesi di Girolamo-Lutero-Zwingli-Calvino | Ipotesi dei cugini di Gesù (Cattolicesimo) Tesi di Girolamo-Lutero-Zwingli-Calvino | Ipotesi dei cugini di Gesù (Cattolicesimo) Tesi di Girolamo-Lutero-Zwingli-Calvino | Ipotesi dei cugini di Gesù (Cattolicesimo) Tesi di Girolamo-Lutero-Zwingli-Calvino | Ipotesi dei cugini di Gesù (Cattolicesimo) Tesi di Girolamo-Lutero-Zwingli-Calvino                  | Ipotesi dei cugini di Gesù (Cattolicesimo) Tesi di Girolamo-Lutero-Zwingli-Calvino                  | | | | |  |  |                                                                                       |                                                                                       |                                                                                       |                                                                                       |                                                                                       |                                                                                       |  |  |                                                                      |                                                                      |                                                                      |                                                                      |                                                                      |                                                                      |  |  |  |  |  |  |  |  |  |  |  |  |  |  |  |  |  |  |  |  |  |  |  |  |  |  |  |  |  |  |  |  |  |  |  |  |  |  |  |  |  |  |  |  |
|  |  |  |  |          |          |          |          |                      |                      |                      |                      |                      |                      |            |            |            |            |           |           |           |           |                            |                            |                            |                            |                            |                            |                     |                     |                     |                     |                    |                    |                            |                            |                                                                              |                                                                              |                                                                              |                                                                              |                                                                              |                                                                              |  |  |         |         |         |         |         |         |  |  |                                                                       |                                                                       |                                                                       |                                                                       |                                                                                    |                                                                                    |                                                                                    |                                                                                    | | | | | | |  |  |                                                                                       |                                                                                       |                                                                                       |                                                                                       |                                                                                       |                                                                                       |  |  |                                                                      |                                                                      |                                                                      |                                                                      |                                                                      |                                                                      |  |  |  |  |  |  |  |  |  |  |  |  |  |  |  |  |  |  |  |  |  |  |  |  |  |  |  |  |  |  |  |  |  |  |  |  |  |  |  |  |  |  |  |  |
|  |  |  |  |          |          |          |          |                      |                      |                      |                      |                      |                      |            |            |            |            |           |           |           |           |                            |                            |                            |                            | Sara la Nera ?             | Sara la Nera ?             | Sara la Nera ?      | Sara la Nera ?      | Sara la Nera ?      | Sara la Nera ?      |                    |                    |                            |                            | Ipotesi dei fratelli veri di Gesù (Protestanti, Geova, etc.) Tesi di Elvidio | Ipotesi dei fratelli veri di Gesù (Protestanti, Geova, etc.) Tesi di Elvidio | Ipotesi dei fratelli veri di Gesù (Protestanti, Geova, etc.) Tesi di Elvidio | Ipotesi dei fratelli veri di Gesù (Protestanti, Geova, etc.) Tesi di Elvidio | Ipotesi dei fratelli veri di Gesù (Protestanti, Geova, etc.) Tesi di Elvidio | Ipotesi dei fratelli veri di Gesù (Protestanti, Geova, etc.) Tesi di Elvidio |  |  | sorelle | sorelle | sorelle | sorelle | sorelle | sorelle |  |  | Giacomo - Giacomo il Giusto - Giacomo il Minore - Giacomo il Maggiore | Giacomo - Giacomo il Giusto - Giacomo il Minore - Giacomo il Maggiore | Giacomo - Giacomo il Giusto - Giacomo il Minore - Giacomo il Maggiore | Giacomo - Giacomo il Giusto - Giacomo il Minore - Giacomo il Maggiore | Giacomo - Giacomo il Giusto - Giacomo il Minore - Giacomo il Maggiore              | Giacomo - Giacomo il Giusto - Giacomo il Minore - Giacomo il Maggiore              |                                                                                    |                                                                                    | Giuseppe Ioses - Giuseppe-Ioses (fratello di Gesù) - Giuseppe-Ioses (fratello di Giacomo il Minore) | Giuseppe Ioses - Giuseppe-Ioses (fratello di Gesù) - Giuseppe-Ioses (fratello di Giacomo il Minore) | Giuseppe Ioses - Giuseppe-Ioses (fratello di Gesù) - Giuseppe-Ioses (fratello di Giacomo il Minore) | Giuseppe Ioses - Giuseppe-Ioses (fratello di Gesù) - Giuseppe-Ioses (fratello di Giacomo il Minore) | Giuseppe Ioses - Giuseppe-Ioses (fratello di Gesù) - Giuseppe-Ioses (fratello di Giacomo il Minore) | Giuseppe Ioses - Giuseppe-Ioses (fratello di Gesù) - Giuseppe-Ioses (fratello di Giacomo il Minore) |  |  | Giuda - Giuda (fratello di Gesù) - Giuda Apostolo - Giuda autore dell'omonima lettera | Giuda - Giuda (fratello di Gesù) - Giuda Apostolo - Giuda autore dell'omonima lettera | Giuda - Giuda (fratello di Gesù) - Giuda Apostolo - Giuda autore dell'omonima lettera | Giuda - Giuda (fratello di Gesù) - Giuda Apostolo - Giuda autore dell'omonima lettera | Giuda - Giuda (fratello di Gesù) - Giuda Apostolo - Giuda autore dell'omonima lettera | Giuda - Giuda (fratello di Gesù) - Giuda Apostolo - Giuda autore dell'omonima lettera |  |  | Simone - Simone (fratello di Gesù) - Simone Apostolo - Simone-Pietro | Simone - Simone (fratello di Gesù) - Simone Apostolo - Simone-Pietro | Simone - Simone (fratello di Gesù) - Simone Apostolo - Simone-Pietro | Simone - Simone (fratello di Gesù) - Simone Apostolo - Simone-Pietro | Simone - Simone (fratello di Gesù) - Simone Apostolo - Simone-Pietro | Simone - Simone (fratello di Gesù) - Simone Apostolo - Simone-Pietro |  |  |  |  |  |  |  |  |  |  |  |  |  |  |  |  |  |  |  |  |  |  |  |  |  |  |  |  |  |  |  |  |  |  |  |  |  |  |  |  |  |  |  |  |
|  |  |  |  |          |          |          |          |                      |                      |                      |                      |                      |                      |            |            |            |            |           |           |           |           |                            |                            |                            |                            | Sara la Nera ?             | Sara la Nera ?             | Sara la Nera ?      | Sara la Nera ?      | Sara la Nera ?      | Sara la Nera ?      |                    |                    |                            |                            | Ipotesi dei fratelli veri di Gesù (Protestanti, Geova, etc.) Tesi di Elvidio | Ipotesi dei fratelli veri di Gesù (Protestanti, Geova, etc.) Tesi di Elvidio | Ipotesi dei fratelli veri di Gesù (Protestanti, Geova, etc.) Tesi di Elvidio | Ipotesi dei fratelli veri di Gesù (Protestanti, Geova, etc.) Tesi di Elvidio | Ipotesi dei fratelli veri di Gesù (Protestanti, Geova, etc.) Tesi di Elvidio | Ipotesi dei fratelli veri di Gesù (Protestanti, Geova, etc.) Tesi di Elvidio |  |  | sorelle | sorelle | sorelle | sorelle | sorelle | sorelle |  |  | Giacomo - Giacomo il Giusto - Giacomo il Minore - Giacomo il Maggiore | Giacomo - Giacomo il Giusto - Giacomo il Minore - Giacomo il Maggiore | Giacomo - Giacomo il Giusto - Giacomo il Minore - Giacomo il Maggiore | Giacomo - Giacomo il Giusto - Giacomo il Minore - Giacomo il Maggiore | Giacomo - Giacomo il Giusto - Giacomo il Minore - Giacomo il Maggiore              | Giacomo - Giacomo il Giusto - Giacomo il Minore - Giacomo il Maggiore              |                                                                                    |                                                                                    | Giuseppe Ioses - Giuseppe-Ioses (fratello di Gesù) - Giuseppe-Ioses (fratello di Giacomo il Minore) | Giuseppe Ioses - Giuseppe-Ioses (fratello di Gesù) - Giuseppe-Ioses (fratello di Giacomo il Minore) | Giuseppe Ioses - Giuseppe-Ioses (fratello di Gesù) - Giuseppe-Ioses (fratello di Giacomo il Minore) | Giuseppe Ioses - Giuseppe-Ioses (fratello di Gesù) - Giuseppe-Ioses (fratello di Giacomo il Minore) | Giuseppe Ioses - Giuseppe-Ioses (fratello di Gesù) - Giuseppe-Ioses (fratello di Giacomo il Minore) | Giuseppe Ioses - Giuseppe-Ioses (fratello di Gesù) - Giuseppe-Ioses (fratello di Giacomo il Minore) |  |  | Giuda - Giuda (fratello di Gesù) - Giuda Apostolo - Giuda autore dell'omonima lettera | Giuda - Giuda (fratello di Gesù) - Giuda Apostolo - Giuda autore dell'omonima lettera | Giuda - Giuda (fratello di Gesù) - Giuda Apostolo - Giuda autore dell'omonima lettera | Giuda - Giuda (fratello di Gesù) - Giuda Apostolo - Giuda autore dell'omonima lettera | Giuda - Giuda (fratello di Gesù) - Giuda Apostolo - Giuda autore dell'omonima lettera | Giuda - Giuda (fratello di Gesù) - Giuda Apostolo - Giuda autore dell'omonima lettera |  |  | Simone - Simone (fratello di Gesù) - Simone Apostolo - Simone-Pietro | Simone - Simone (fratello di Gesù) - Simone Apostolo - Simone-Pietro | Simone - Simone (fratello di Gesù) - Simone Apostolo - Simone-Pietro | Simone - Simone (fratello di Gesù) - Simone Apostolo - Simone-Pietro | Simone - Simone (fratello di Gesù) - Simone Apostolo - Simone-Pietro | Simone - Simone (fratello di Gesù) - Simone Apostolo - Simone-Pietro |  |  |  |  |  |  |  |  |  |  |  |  |  |  |  |  |  |  |  |  |  |  |  |  |  |  |  |  |  |  |  |  |  |  |  |  |  |  |  |  |  |  |  |  |
|  |  |  |  |          |          |          |          |                      |                      |                      |                      |                      |                      |            |            |            |            |           |           |           |           |                            |                            |                            |                            |                            |                            |                     |                     |                     |                     |                    |                    |                            |                            |                                                                              |                                                                              |                                                                              |                                                                              |                                                                              |                                                                              |  |  |         |         |         |         |         |         |  |  |                                                                       |                                                                       |                                                                       |                                                                       |                                                                                    |                                                                                    |                                                                                    |                                                                                    | | | | | | |  |  |                                                                                       |                                                                                       |                                                                                       |                                                                                       |                                                                                       |                                                                                       |  |  |                                                                      |                                                                      |                                                                      |                                                                      |                                                                      |                                                                      |  |  |  |  |  |  |  |  |  |  |  |  |  |  |  |  |  |  |  |  |  |  |  |  |  |  |  |  |  |  |  |  |  |  |  |  |  |  |  |  |  |  |  |  |
|  |  |  |  |          |          |          |          |                      |                      |                      |                      |                      |                      |            |            |            |            |           |           |           |           |                            |                            |                            |                            |                            |                            |                     |                     |                     |                     |                    |                    |                            |                            |                                                                              |                                                                              |                                                                              |                                                                              |                                                                              |                                                                              |  |  |         |         |         |         |         |         |  |  |                                                                       |                                                                       |                                                                       |                                                                       |                                                                                    |                                                                                    |                                                                                    |                                                                                    | | | | | | |  |  |                                                                                       |                                                                                       |                                                                                       |                                                                                       |                                                                                       |                                                                                       |  |  |                                                                      |                                                                      |                                                                      |                                                                      |                                                                      |                                                                      |  |  |  |  |  |  |  |  |  |  |  |  |  |  |  |  |  |  |  |  |  |  |  |  |  |  |  |  |  |  |  |  |  |  |  |  |  |  |  |  |  |  |  |  |

| Colori dei legami familiari    |
| ------------------------------ |
| Tradizionalmente riconosciuto  |
| Legame dibattuto ufficialmente |
| Teorie secondarie              |

### Questioni dibattute

#### La natura dei "fratelli" di Gesù
Una delle questioni riguardo alla famiglia di Gesù che forse ha più suscitato discussioni e scosso in parte le fondamenta teologiche del credo cristiano è sicuramente quella dei "fratelli" di Gesù e la loro natura della loro relazione parentale con il Messia. La questione si riconnette anche al tema della verginità di Maria, tanto che la Chiesa cattolica ha dovuto imporre un dogma più onnicomprensivo al riguardo, indicando Maria stessa come sempre vergine durante tutta la vita (questo particolare dogma non viene accettato dalle confessioni protestanti e dalle altre). Non è dato sapere quante possano essere state le "sorelle"/cugine di Gesù (sebbene sembra che siano state almeno due).

#### Gli antenati paterni di Gesù
Nei vangeli secondo Matteo e secondo Luca sono delineate due linee genealogiche, in parte differenti, per tutti gli antenati paterni di Gesù fino al Re David e a suo padre Jesse. Tali linee genealogiche sono state oggetto di un'iconografia molto fiorente fino al XV secolo (note come alberi di Jesse).

#### L'eventuale matrimonio di Gesù
Da secoli si discute se Gesù possa aver avuto una sposa e addirittura una discendenza. L'opinione più diffusa si è sempre riferita a Maria Maddalena come possibile compagna del Cristo, attraverso un'interpretazione di vari passi dei vangeli apocrifi (in particolare del vangelo secondo Filippo e in un passo secondo quello di Giovanni). Negli ultimi decenni si è formulata addirittura l'ipotesi che Sara la Nera possa essere stata la figlia di Gesù e che costei sia fuggita nel sud della Francia (paese nel quale il culto della Maddalena e di tutto ciò che le riguarda è molto sentito) dopo essere stata imbarcata insieme ad alcuni altri amici e conoscenti stretti di Gesù (aneddoto raccontato nella Legenda Aurea).

#### Il capostipite materno di Gesù e Giovanni Battista
Durante il rinascimento, in seguito all'affermazione del culto di Sant'Anna e della Legenda Aurea, si affermò il concetto di Sacra Parentela e iniziò ad apparire il personaggio di Emerenzia, soprattutto nel centro-nord Europa. Essa sarebbe stata la madre sia di Anna che di Ismeria e, quindi, antenata sia di Gesù che di Giovanni il Battista.